# Flaujac
Flaujac is een plaats in de gemeente Espalion in het  departement Aveyron in de Franse regio Occitanie.
De middeleeuwse muren uit de 14e en 15e eeuw rond het oostelijke deel van het dorp zijn bewaard gebleven. De fortificaties kregen in 1950 status als historisch monument.

## Geschiedenis

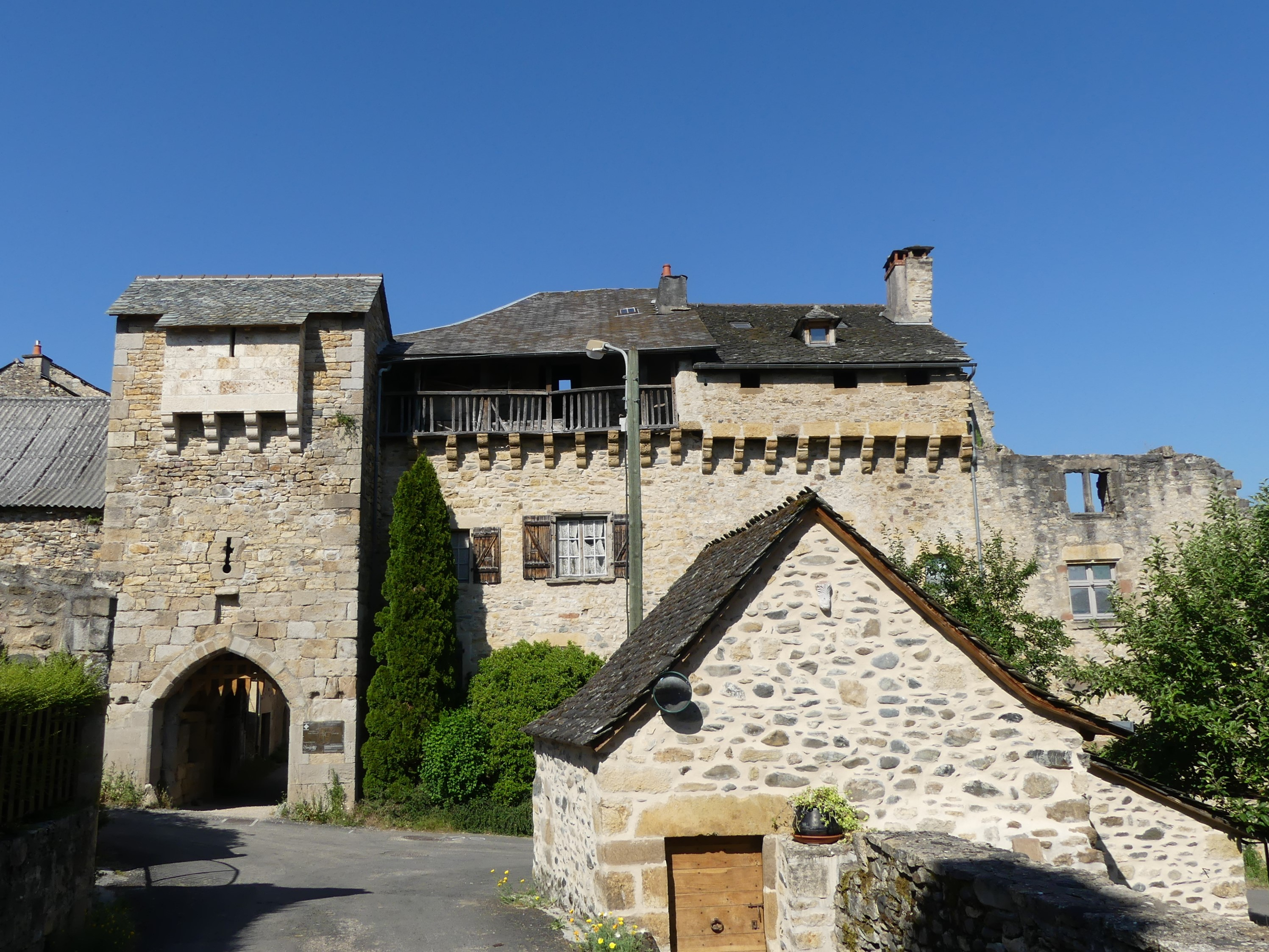
Het versterkte dorp Flaujac

Flaujac was oorspronkelijk een eigen gemeente. In 1832 werd de gemeente Flaujac opgenomen in de gemeente Espalion.